# Rotstirnmaki

Das Verbreitungsgebiet des Rotstirnmakis

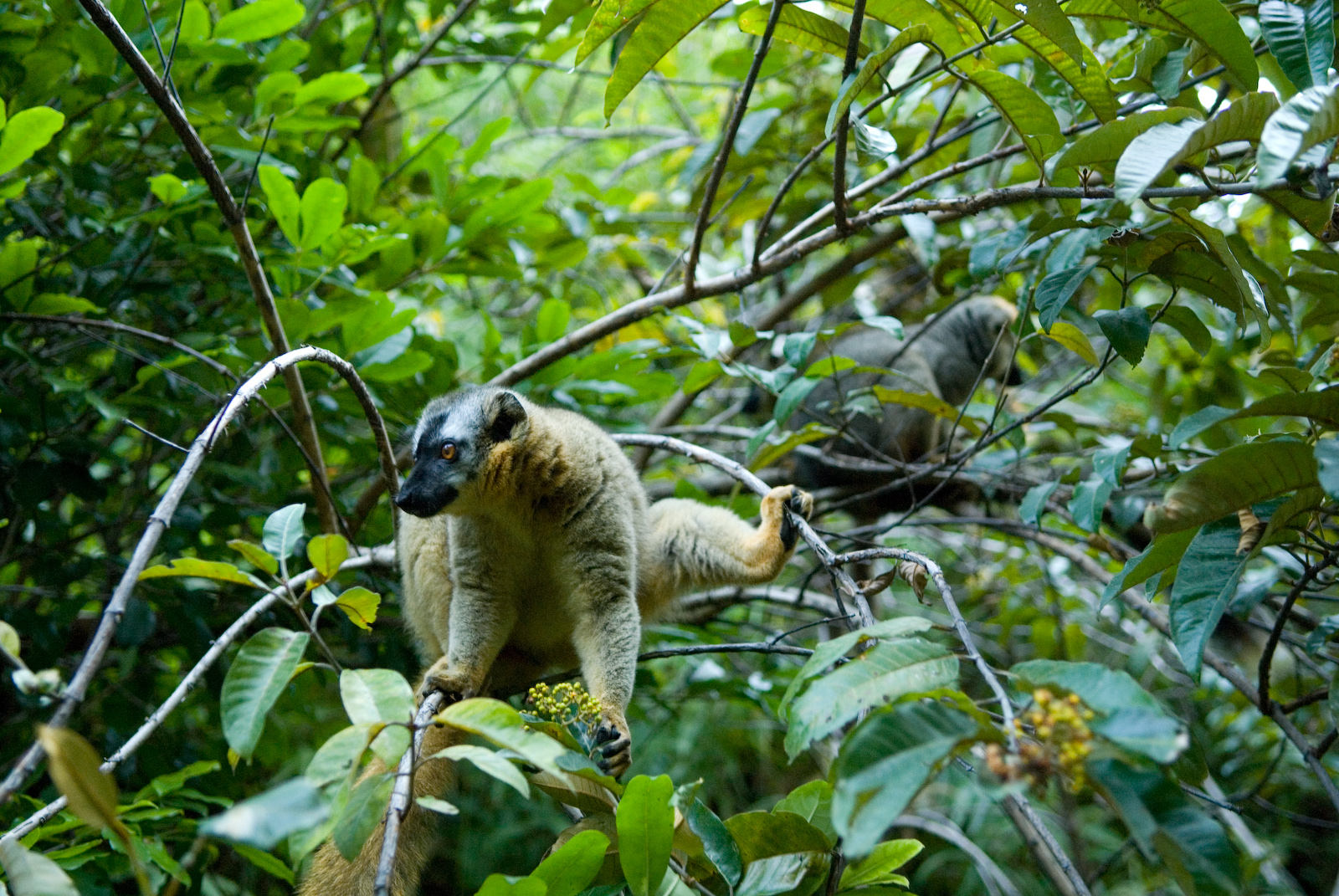
Rotstirnmakis im Isalo-Nationalpark

Der Rotstirnmaki (Eulemur rufifrons) ist eine Primatenart aus der Gruppe der Lemuren (Lemuriformes). Im Jahr 2001 wurde er als eine vom Braunen Maki eigenständige Art mit dem wissenschaftlichen Namen Eulemur rufus anerkannt, 2008 wurde diese Art von R. Mittermeier et al. anhand morphologischer und genetischer Unterschiede in zwei Arten, den Roten Maki (der den Namen Eulemur rufus beibehielt) und den Rotstirnmaki (der jetzt den Namen Eulemur rufifrons trägt) geteilt.

## Merkmale
Rotstirnmakis erreichen eine Kopfrumpflänge von 35 bis 48 Zentimetern, der Schwanz ist mit 45 bis 55 Zentimetern deutlich länger als der Rumpf. Das Gewicht beträgt 2 bis 2,8 Kilogramm. Das Fell dieser Tiere ist am Rücken graubraun bis rotbraun und am Bauch hellgrau gefärbt, die Gliedmaßen sind manchmal deutlich brauner als der Rumpf. Die langgestreckte Schnauze, der Bereich um die Augen und die Mitte der Stirn sind schwarz gefärbt, über den Augen, an den Backen und am Hals befinden sich weißgraue Flächen. Die namensgebende Rotfärbung der Oberseite des Kopfes haben nur die Männchen, bei den Weibchen ist dieser Bereich grau gefärbt. Darüber hinaus sind die Backenhaare bei den Männchen deutlich buschiger als bei den Weibchen.

## Verbreitung und Lebensraum
Rotstirnmakis kommen nur auf Madagaskar vor, sie haben ein zweigeteiltes Verbreitungsgebiet. Zum einen leben sie an der Ostküste der Insel von den Flüssen Onive und Mangoro südwärts bis zum Andringitra-Bergland. Zum anderen bewohnen sie die Westküste, hier sind sie vom Fluss Fiherenana bei Toliara im Süden bis zum Fluss Tsiribihina im Norden beheimatet – nördlich des Tsiribihina leben die Roten Makis. Ihr Lebensraum sind Regenwälder im Osten und trockene Laubwälder im Westen.

## Lebensweise
Diese Primaten sind ausgesprochene Baumbewohner, die selten auf den Boden kommen. Im Geäst bewegen sie sich vierbeinig oder springend fort. Sie sind kathemeral, das heißt, sie haben keinen ausgeprägten Tag-Nacht-Rhythmus und können sowohl am Tag als auch in der Nacht aktiv sein. Sie leben in Gruppen von 4 bis 18 (durchschnittlich 8 bis 10) Tieren zusammen, Gruppen setzen sich aus mehreren Männchen und Weibchen und den gemeinsamen Jungtieren zusammen. Innerhalb der Gruppe gibt es keine erkennbare Rangordnung.
Die Größe der Reviere und die Länge der Tagesstreifzüge ist je nach Lebensraum und Jahreszeit sehr variabel. Während der Regenzeit in den westlichen Wäldern bewohnt eine Gruppe oft nur 1 Hektar und bewegt sich am Tag nicht mehr als 125 bis 150 Meter, in der Trockenzeit steigt die Größe des Streifgebietes auf 12 bis 15 Hektar. In den östlichen Regenwäldern sind die Reviere viel größer, sie können bis zu 100 Hektar umfassen, und die Länge der Tagesstreifzüge kann bis zu 2000 Meter betragen. Die Streifgebiete verschiedener Gruppen überlappen einander, mit lauten Schreien machen sich die Gruppen aufeinander aufmerksam, um direkte Begegnungen zu vermeiden. Kommt es doch zu einer Begegnung, verläuft diese häufig friedlich, es kann aber auch zu aggressiven Auseinandersetzungen kommen.
Früchte machen den Hauptbestandteil der Nahrung aus. Im Westen spielen zusätzlich Blätter, Knospen, Blüten und andere Pflanzenteile eine wichtige Rolle. Tiere an der Ostküste fressen weniger Blätter, vielmehr nehmen sie häufiger Pilze und Kleintiere wie Insekten und Tausendfüßer zu sich. Rotstirnmaki reiben sich mit den Sekreten von Tausendfüßern ein und schlucken diese sogar, wahrscheinlich um sich vor Haut- und Darmparasiten zu schützen.
Die Fortpflanzung ist saisonal: nach einer rund 120-tägigen Tragzeit bringt das Weibchen im September oder Oktober meist ein einzelnes Jungtier zur Welt. Dieses klammert sich zunächst an den Bauch der Mutter, später reitet es auf ihrem Rücken. Mit drei Monaten bewegt sich das Junge selbstständig fort, die Geschlechtsreife tritt mit zwei bis drei Jahren ein.

## Gefährdung
Die Hauptbedrohung für den Rotstirnmaki stellt die Zerstörung seines Lebensraums durch Brandrodungen und Abholzungen dar, hinzu kommt mancherorts die Jagd wegen seines Fleisches. Die IUCN schätzt, dass die Bestände in den letzten 24 Jahren (3 Generationen) um mindestens 30 % zurückgegangen sind und listet die Art als „gefährdet“ (vulnerable).
In Deutschland wird die Art in Jaderberg, Magdeburg, Saarbrücken und Straußberg gepflegt.

## Belege
1. ↑  Louise R. Peckre, Charlotte Defolie, Peter M. Kappeler, Claudia Fichtel: Potential self-medication using millipede secretions in red-fronted lemurs: combining anointment and ingestion for a joint action against gastrointestinal parasites? Primates, Juli 2018 doi: 10.1007/s10329-018-0674-7
2. ↑    ZTL 16.6